# Tuan Vo-Dinh
Tuấn Võ Đình, né le 11 avril 1948 à Nha Trang, est un chercheur vietnamo-américain. Parmi ses domaines de compétences se trouvent la physique (photonique), la chimie et le génie biomédical. Il est aussi professeur à l'université Duke.